# Ludovic Beauchet
Ludovic Beauchet, född 1855 i Verdun, död 7 januari 1914 i Nancy, var en fransk jurist.
Beauchet, som 1879-1907 var professor i civilprocess vid juridiska fakulteten i Nancy, författade bland annat Étude historique sur les formes de la célébration du mariage dans l’ancien droit français (1883), Histoire de l'organisation judiciaire en France – Époque franque (1885), Formation et dissolution du mariage dans le droit islandais du moyen-âge (1887), Histoire du droit privé de la république athénienne (fyra band, 1897), hans största verk, Histoire de la propriété foncière en Suède (1904, tillägnat Knut Olivecrona), ett digert verk, den första sammanfattande framställningen om jordäganderätten i Sverige och vittnande om en ovanlig beläsenhet i svensk litteratur.
Synnerligen beaktansvärd är Beauchets verksamhet som översättare och kommentator av skandinaviska lagverk, nämligen "Loi de Vestrogothie (Westgötalagen)", med en utförlig inledande översikt av den svenska rättens källor till 1400-talet (1894), "Codes maritimes scandinaves" (1895), de samtida sjölagarna i de nordiska rikena, och "Loi d'Upland" i "Nouvelle revue historique de droit français et étranger", 1903). Därjämte översatte han Olivecronas "Om dödsstraffet" ("De la peine de mort", 1893). Han höll under hösten 1888, på anmodan av Lorénska stiftelsen i Stockholm en föreläsningsserie (på franska) om individen och staten på det ekonomiska området. 
Beauchet invaldes 1895 som ledamot av Vetenskapssocieteten i Uppsala och 1899 av Vitterhets-, historie- och antikvitetsakademien. I Nancy har Rue Ludovic Beauchet uppkallats efter honom.